# Costanzo I Sforza
Costanzo I Sforza (5 de juliol del1447 - 19 de juliol del 1483) va ser un condottiero italià, senyor de Pesaro i Gradara.

Era fill de Alessandro Sforza, amb qui va lluitar en els seus primers anys i de qui va heretar el senyoriu de Pesaro. També va rebre el senyoriu de Gradara del papa Alexandre VI.
Va lluitar per diversos estats italians de l'època, inclòs el Regne de Nàpols i els Estats Pontificis.
Es va casar amb Camila de Tarragona, però no van tenir fills, per la qual cosa el seu fill il·legítim de disset anys, Joan Sforza, el va succeir en Pesaro, i Camila inicialment va governar com a regent.